# Châtignac
Châtignac è un comune francese di  216 abitanti situato nel dipartimento della Charente, nella regione della Nuova Aquitania. Dal 1º gennaio 2017 il comune è passato dall'arrondissement di Cognac a l'arrondissement di Angoulême.

## Società

### Evoluzione demografica
Abitanti censiti